# Anthurium erskinei
Anthurium erskinei là một loài thực vật có hoa trong họ Ráy (Araceae). Loài này được Mayo miêu tả khoa học đầu tiên năm 1978.